# リターン・オブ・ザ・グリーヴァス・エンジェル: トリビュート・トゥ・グラム・パーソンズ
| 専門評論家によるレビュー | 専門評論家によるレビュー |
| レビュー・スコア         | レビュー・スコア         |
| 出典                     | 評価                     |
| ------------------------ | ------------------------ |
| オールミュージック       | [ 1 ]                    |

『リターン・オブ・ザ・グリーヴァス・エンジェル: トリビュート・トゥ・グラム・パーソンズ』（原題：Return of the Grievous Angel: A Tribute to Gram Parsons）は、1999年にリリースされた先進的なカントリーロック・ミュージシャン：グラム・パーソンズ のトリビュート・アルバムである。
パーソンズの以前の音楽パートナーであるエミルー・ハリスが共同プロデュースし、ハリス、ベック、ウィルコ、ザ・プリテンダーズ、カウボーイ・ジャンキーズ、エルヴィス・コステロ、シェリル・クロウ、ルシンダ・ウィリアムス、デヴィッド・クロスビー、スティーヴ・アール、クリス・ヒルマン、その他多くのアーティストが演奏するパーソンズによって書かれた曲や一般に知られるようになった曲のカバーバージョンがフィーチャーされている。このアルバムは「Almo Sounds」からリリースされ、ベトナム退役軍人アメリカ財団の「地雷のない世界のためのキャンペーン」に役立った。
このアルバムは、パーソンズのインターナショナル・サブマリン・バンドやフライング・ブリトー・ブラザーズ時代から彼のソロキャリアまでの作曲活動を網羅している。 
アルバムのカバーには、ブリトーズのアルバム『The Gilded Palace of Sin』のカバーに使用された、ヌーディ・コーンがデザインしたパーソンズの華やかなテーラード・スーツ・ジャケットの写真が含まれている。アルバムの一部は、1999年9月19日に「West 54th Street」のPBSショー・セッションで演奏された。このパフォーマンスには、クリス・ヒルマンとジム・ローダーデールによるアルバムには収録されていなかった「ホイール」のバージョンが含まれていた。エミルー・ハリス、スティーヴ・アール、クリス・ヒルマン、ライアン・アダムスとウィスキー・タウン、ジム・ローダーデール、ジリアン・ウェルチ 、デヴィッド・ローリングス、バーニー・レドンらが、ショーに出演した。 

## トラックリスト
| #         | タイトル                         | 作詞      | 作曲・編曲 | Artist(s)                         | 時間 |
| --------- | -------------------------------- | --------- | ---------- | --------------------------------- | ---- |
| 1.        | 「She」                          |           |            | The Pretenders and Emmylou Harris | 4:51 |
| 2.        | 「Ooh Las Vegas」                |           |            | Cowboy Junkies                    | 5:21 |
| 3.        | 「Sin City」                     |           |            | Beck and Emmylou Harris           | 4:01 |
| 4.        | 「$1000 Wedding」                |           |            | Evan Dando and Juliana Hatfield   | 3:07 |
| 5.        | 「Hot Burrito #1」               |           |            | The Mavericks                     | 3:54 |
| 6.        | 「High Fashion Queen」           |           |            | Chris Hillman and Steve Earle     | 3:06 |
| 7.        | 「Juanita」                      |           |            | Sheryl Crow and Emmylou Harris    | 2:42 |
| 8.        | 「Sleepless Nights」             |           |            | Elvis Costello                    | 3:57 |
| 9.        | 「Return of the Grievous Angel」 |           |            | Lucinda Williams and David Crosby | 4:19 |
| 10.       | 「One Hundred Years From Now」   |           |            | Wilco                             | 2:53 |
| 11.       | 「A Song For You」               |           |            | Whiskeytown                       | 6:40 |
| 12.       | 「Hickory Wind」                 |           |            | Gillian Welch                     | 4:38 |
| 13.       | 「In My Hour of Darkness」       |           |            | Rolling Creekdippers              | 4:47 |
| 合計時間: | 合計時間:                        | 合計時間: | 53:16      |                                   |      |